# Bataille de Qarqar
La bataille de Qarqar a eu lieu en 853 av. J.-C., près du village de Qarqar dans la vallée de l'Oronte en Syrie. C'est à cette occasion que l'on trouve la première mention de l'utilisation massive de dromadaires domestiques.

## Contexte
Salmanazar III roi d'Assyrie souhaite réaliser ce que son père Assurnasirpal II n'avait jamais réussi à faire : prendre le contrôle de la Syrie du nord et de la Cilicie. Après avoir consolidé ses positions sur l'Euphrate au nord par une série de forteresses, il réunit une grande armée pour la conquête de la Syrie et de la Cilicie. Son armée pénètre en Syrie par les plaines de Syrie centrale et se heurte à une vaste coalition regroupant presque tous les royaumes de la région. 
Les annales assyriennes et bibliques donnent des chiffres relativement complets sur le nombre de combattants alignés par les coalisés, mais malheureusement très vagues sur les effectifs de l'armée assyrienne. Il est néanmoins très probable que Salmanazar III disposait d'effectifs au moins équivalents à ceux de la coalition. On parle alors de victoire à la Pyrrhus.

## L'armée assyrienne
Elle comprend une infanterie nombreuse et variée, de nombreux archers protégés par une ligne de piquiers avec cuirasse et grand bouclier, une infanterie légère pour l'exploitation des percées. De la cavalerie et une charrerie constituée de chars lourds à 4 chevaux montés par trois ou quatre hommes et qui a pour but de briser les lignes adverses. Les chiffres peuvent être estimés à : 
- de 50 000  à   70 000 fantassins ;
- de 5 000  à   8 000 cavaliers ;
- de 1 500  à   2 000 chars.

## L'armée des coalisés
La coalition regroupe des royaumes qui précédemment se faisaient la guerre, mais qui devant le péril commun, firent alliance.  Le royaume araméen de Damas avec son roi Adad-Idri, le roi de Hama Irhuleni, le roi d'Israël Achab, ainsi que des contingents venant des villes phéniciennes de Usnu, Byblos, Arqa, Shianu, un contingent du roi arabe Gindibu et un contingent égyptien.  La totalité de ces forces sont énumérées dans les annales assyriennes et dans la Bible :
- de 69 200 fantassins ;
- 1 900 cavaliers ;
- 1 000 méharistes ;
- environ 3 900 chars légers à deux chevaux et deux hommes d'équipage.

Chaque souverain envoie des forces en rapport avec ses possibilités et sa puissance.
Salmanasar III décrit les forces de ses adversaires avec des détails parfois surévalués.
- Adad-Idri lui-même a commandé 1 000 chars, 1 200 cavaliers et 20 000 soldats ;
- Irhuleni (en) a commandé 700 chars, 700 cavaliers et 10 000 soldats ;
- Achab d'Israël a envoyé 2 000 chars, 700 cavaliers et 10 000 soldats ;
- Kizzuwadne a envoyé 500 soldats ;
- L'Égypte a envoyé 1 000 soldats ;
- Le Roi Irqanatu a envoyé 10 chars et 10 000 soldats ;
- Le Roi Matinu-baal d'Arwad a envoyé 200 soldats ;
- Le Roi Usannatu envoyé 200 soldats ;
- Le Roi Adunu-baal de Shianu a envoyé 30 chars et quelques milliers de soldats ;
- Le Roi Gindibu de l'Arabie a envoyé 1 000 chameaux et autant de méharistes combattants ;
- Le Roi Baasa, fils de Ruhubi, envoie un millier d'Ammonites comme soldats ;

## La bataille
Le déroulement de la bataille n'est pas connu. Dans ses annales, Salmanazar III s'attribue la victoire et affirme avoir abattu 14 000 soldats ennemis. Mais le fait est que, après un court séjour dans la région après la bataille, son armée fit retraite vers ses bases. Aucune capitale des royaumes coalisés ne fut assiégée et les années qui suivirent furent une succession d'escarmouches et de raids de la part des Assyriens contre la coalition. L'armée assyrienne ne revint dans la région, lors d'une grande campagne de conquête, qu'en 841 av. J.-C. soit douze années plus tard. Les annales royales assyriennes laissent penser à une victoire, mais l'absence de poursuite de la campagne, ainsi que de pillage et le retour au pays, ne peut pas permettre de l'affirmer.
- Pertes des coalisés : 14 000 morts ?
- Pertes assyriennes : inconnues mais très sûrement plus lourdes que celles des coalisés

## Remarque
Une seconde bataille de Qarqar eut lieu en 720 av. J.-C.